# Eudonia geraea
Eudonia geraea là một loài bướm đêm trong họ Crambidae.